# Сопка
Со́пка — загальна назва пагорбів та гір з округлою вершиною в Забайкаллі, на Кольскому півострові, на Далекому Сході і у центральному Сибіру Росії, північному Казахстані, а також вулканів на Камчатці і Курильских островах, грязьових вулканів в Криму і на Кавказі.
Також місцева назва пагорбів у Західному Сибіру.